# Megachile dariensis
Megachile dariensis är en biart som beskrevs av Pasteels 1965. Megachile dariensis ingår i släktet tapetserarbin, och familjen buksamlarbin. Inga underarter finns listade i Catalogue of Life.